# 傑伊漢

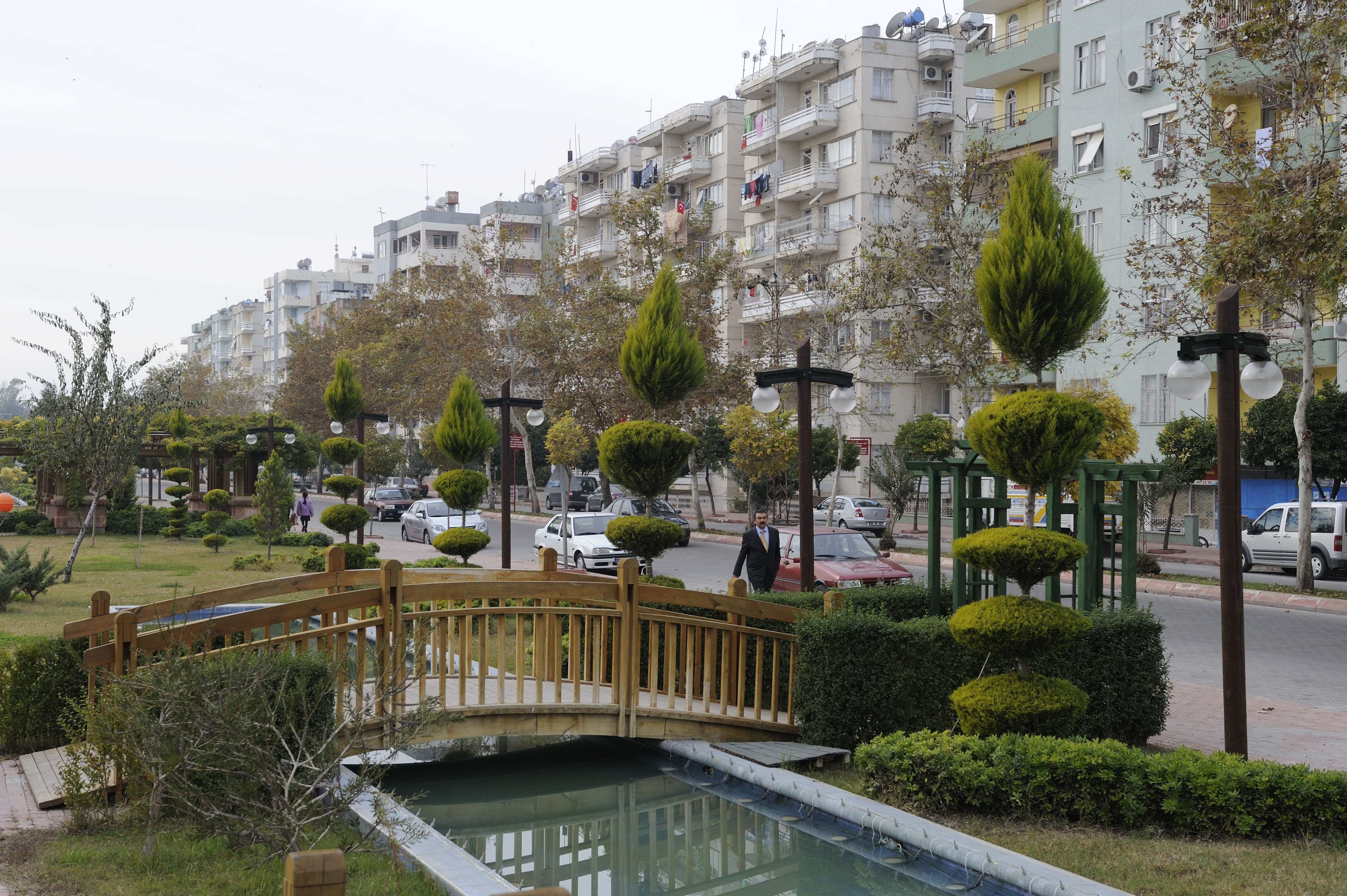
傑伊漢

傑伊漢是土耳其的城市，由阿達納省負責管轄，位於該國南部，距離首府阿達納43公里，面積1,444平方公里，海拔高度30米，主要經濟活動是原油運輸，2010年人口105,879。